# Samsung Galaxy S25
El Samsung Galaxy S25 es una serie de teléfonos inteligentes de gama alta basados en Android, desarrollados y comercializados por Samsung Electronics como parte de su línea insignia Galaxy S. Colectivamente, funcionan como sucesores de la serie Galaxy S24. Los modelos S25, S25+ y S25 Ultra fueron anunciados el 22 de enero de 2025 en el evento Galaxy Unpacked en San José, California, y fueron lanzados el 7 de febrero de 2025.
Además de fabricar el S25 Ultra en Vietnam e India, también se fabricó oficialmente en Egipto y se lanzó en el mercado local a través de tiendas y agentes oficiales, así como exportado a los países del Golfo y del norte de África como primer paso hacia la exportación de este producto.
Una versión adicional de la serie, denominada S25 Edge, fue presentada durante el evento Galaxy Unpacked el 13 de mayo de 2025 y puesta a la venta el 30 de ese mismo mes.  Con un grosor de 5.8 mm (0.2 pulgadas), el S25 Edge se convierte en el dispositivo Galaxy S más delgado fabricado hasta la fecha, superando incluso a los antiguos modelos Galaxy A8 (2015) y U100 (2007) de Samsung. 

## Familia S25
La gama Samsung Galaxy S25 incluye cuatro modelos: Samsung Galaxy S25, Samsung Galaxy S25+, Samsung Galaxy S25 Ultra y Samsung Galaxy S25 Edge, que es el teléfono Samsung más delgado desde el Galaxy A8 (2015).
El Galaxy S25 presenta una pantalla plana de 6.2 pulgadas (160 mm) en un diseño compacto. Por su parte, el Galaxy S25+ incorpora especificaciones internas parecidas, pero con una pantalla más amplia de 6.7 pulgadas. En cuanto al Galaxy S25 Ultra, este modelo integra una pantalla de 6.9 pulgadas (180 mm), un marco más grande respecto a su versión anterior y esquinas redondeadas que se ajustan mejor al estilo de diseño característico de la serie Galaxy S.  El Galaxy S25 Edge, una nueva incorporación a la serie, también tiene una pantalla de 6,7 pulgadas y es el modelo más delgado de la línea, con 5,85 mm de espesor.  
Mientras que el S25 y el S25+ mantienen dimensiones similares a las de sus predecesores S24, el S25 Ultra presenta sutiles mejoras en el diseño, y el S25 Edge se distingue por contar con un chasis notablemente más delgado.
Todos los modelos están equipados con el chipset Snapdragon 8 Elite, el cual, a diferencia de generaciones anteriores de la serie Galaxy S que variaban según la región, se utiliza de forma uniforme en todas las versiones a nivel mundial. El Galaxy S25, S25+, S25 Ultra y S25 Edge ofrecen la misma funcionalidad eSIM dentro de cada región correspondiente. Las versiones internacionales admiten doble ranura para Nano-SIM junto con perfiles duales de eSIM. Los modelos vendidos en Estados Unidos cuentan con una sola ranura para Nano-SIM y soporte para doble eSIM, mientras que las versiones chinas conservan la configuración tradicional de doble Nano-SIM sin compatibilidad con eSIM.

## Diseño
Los modelos S25 y S25+ cuentan con una estructura de aluminio y una cubierta trasera de vidrio, manteniendo un estilo parecido al de las generaciones anteriores. Ambos dispositivos están protegidos con Gorilla Glass Victus 2, tanto en la parte frontal como en el reverso.
Están disponibles en cuatro colores básicos: azul hielo, menta, azul marino y sombra plateada, además de tres tonos adicionales que se pueden adquirir exclusivamente en la tienda en línea de Samsung: oro rosa, rojo coral y negro azul. 
El S25 Ultra cuenta con una estructura de titanio y una cubierta trasera de vidrio, al igual que el S24 Ultra. No obstante, el S25 Ultra incorpora esquinas redondeadas, a diferencia de las esquinas cuadradas del modelo anterior. Además, emplea Gorilla Glass Armor 2 en la pantalla frontal y en el panel trasero para aumentar su resistencia y disminuir los reflejos.
El S25 Ultra está disponible en cuatro colores estándar: azul plateado titanio, negro titanio, blanco plateado titanio y gris titanio, además de tres tonos adicionales que se pueden adquirir exclusivamente en la tienda en línea de Samsung: verde jade titanio, negro jet titanio y oro rosa titanio.
El S25 Edge cuenta con una estructura de titanio y una pantalla plana, parecido al diseño del S25 y S25+, pero con un perfil más delgado. En el frontal, utiliza Gorilla Glass Ceramic 2 para mejorar la resistencia a los arañazos y reducir los reflejos. Este modelo está disponible en tres colores: azul hielo titanio, plateado titanio y negro jet titanio.  

## Presupuesto

### Pantalla
La serie de teléfonos S25 utiliza una pantalla "Dynamic LTPO AMOLED 2X" con soporte para HDR10+, capaz de alcanzar una frecuencia de actualización de hasta 120 Hz y un brillo máximo de 2600 nits. Además, los teléfonos S25 y S25+ cuentan con protección Corning Gorilla Glass Victus 2 para la pantalla, mientras que el S25 Ultra utiliza Corning Gorilla Glass Armor 2 como protección para su pantalla. Todos los teléfonos de la serie incluyen un sensor de huellas ultrasónico integrado en la pantalla. El S25 Edge también cuenta con un panel "Dynamic LTPO AMOLED 2X" con soporte para HDR10+ y frecuencia de actualización de 120 Hz, igualando el brillo máximo de 2600 nits. Usa Corning Gorilla Glass Victus 2 como protección para la pantalla, al igual que los modelos base S25 y S25+.

### Camera
Tanto el S25 como el S25+ tienen un sensor principal de 50 MP, una lente teleobjetivo de 10 MP con zoom óptico 3x y un sensor ultra gran angular de 12 MP. Por otro lado, el S25 Ultra cuenta con un sensor principal de 200 MP, una lente teleobjetivo tipo periscopio de 50 MP con zoom óptico 5x, una lente teleobjetivo de 10 MP con zoom óptico 3x y un sensor ultra gran angular de 50 MP.
El S25 Edge tiene un sensor principal de 200 MP y un sensor ultra gran angular de 12 MP, sin lente teleobjetivo. Los cuatro modelos cuentan con un sensor de 12 MP para la cámara frontal.

### Batería
Los modelos Galaxy S25 tienen baterías de tamaño similar a las de los modelos anteriores S24, con la excepción del S25 Edge. Debido a su menor grosor, este cuenta con una batería más pequeña que la del S25+, a pesar de tener una altura y un ancho casi idénticos. El S25 y el S25 Edge admiten carga por cable de hasta 25 W, mientras que el S25+ y el S25 Ultra ofrecen una carga más rápida de 45W. Los cuatro modelos son compatibles con carga inductiva Qi2 de hasta 15 W y pueden cargar de forma inalámbrica otros dispositivos compatibles con Qi utilizando la energía de su propia batería.
Todos los modelos Galaxy S25 requieren una funda especial con imanes para ser compatibles con Qi2 y cargar a 15W.

### Memoria y almacenamiento
A diferencia de generaciones anteriores, todos los modelos del Samsung Galaxy S25 se lanzaron con 12 GB de RAM. El S25 comienza con 128 GB de almacenamiento, mientras que los otros tres modelos parten de 256 GB. El S25 Edge también incluye de forma estándar 12 GB de RAM y no ofrece opciones configurables de memoria RAM.
Sin embargo, en los mercados de Corea del Sur y la Gran China (China continental, Hong Kong y Taiwán), existe una opción de 16 GB de RAM para ciertos modelos del Samsung Galaxy S25 Ultra. En el caso de los modelos surcoreanos, los teléfonos Titanium Jetblack con 1 TB de almacenamiento vienen con 16 GB de RAM. En la Gran China, independientemente del color elegido, la opción de 1 TB de almacenamiento incluye 16 GB de RAM.